# Заикин, Дмитрий Алексеевич (учёный)
Дмитрий Алексеевич Заикин (9 августа 1930 — 14 мая 2012) — советский и российский учёный в области атомного ядра, доктор физико-математических наук, профессор МФТИ.

## Биография
С 1954 года в Лаборатории атомного ядра ФИАН: аспирант, научный сотрудник, ведущий научный сотрудник. В 1959 году защитил кандидатскую диссертацию «К теории несферических ядер согласно модели независимых частиц».
С 1960 года по совместительству преподавал на кафедре общей физики МФТИ.
С 1988 года профессор и доктор физико-математических наук.
Ведущий научный сотрудник Сектора экспериментальной ядерной физики Лаборатории атомного ядра Института ядерных исследований РАН. Заслуженный профессор МФТИ с 2005 года.
Физик-теоретик, внёс научный вклад в исследование коллективных возбуждений атомных ядер и описание взаимодействия нейтронов малой энергии со сферическими и деформированными ядрами. Большой цикл его работ посвящён мезонной физике.
Автор статей, учебников и учебных пособий. В 2003 году был издан цикл лекций Д. А. Заикина по энтропии, в 2009 году вышло учебно-методическое пособие «Излучение электромагнитных волн», в 2010 году — «Законы сохранения в квантовой физике».
Умер 14 мая 2012 года. Похоронен на Хованском кладбище.

## Публикации
- Нарушение киральной симметрии и пионядерное взаимодействие при малых энергиях. — Москва, 1987. — 194 с.
- Сборник задач по общему курсу физики: В 3 ч.: Учеб. пособие для студентов физ., инж.-физ. и физ.-техн. спец. вузов / Под ред. В. А. Овчинкина. — М.: Изд-во МФТИ, 1998. — (Серия «Физика» / МФТИ). Ч. 1: Механика, термодинамика и молекулярная физика / Д. А. Заикин и др. — М.: Изд-во МФТИ, 1998. — 414 с. — ISBN 5-89155-023-7.
- Основы физики: учебник для студентов высших учебных заведений: [в 2 т.] / А. С. Кингсеп, Г. Р. Локшин, О. А. Ольхов; под ред. А. С. Кингсепа. — 2-е изд., испр. — Москва: Физматлит, 2007. — (Курс общей физики). Т. 2: Квантовая и статистическая физика. Термодинамика / В. Е. Белонучкин, Д. А. Заикин, Ю. М. Ципенюк. — 2007. — 608 с. — ISBN 978-5-9221-0754-9.
- Основы физики: курс общей физики: учебник для студентов вузов / В. Е. Белонучкин, Д. А. Заикин, Ю. М. Ципенюк; под ред. Ю. М. Ципенюка. — Москва: Физматлит, 2001. — ISBN 5-9221-0163-3.